# Julia McNamara
Julia McNamara a Kés alatt című amerikai televíziós sorozat egyik szereplője. A sorozatban Joely Richardson alakítja.

## Története
Julia Sean McNamara felesége volt 17 éven keresztül, de kétszer is elváltak. Három gyermeke van: Matt, Annie, és Conor. Sorozatbeli anyját, Dr. Erica Noughtont Joely Richardson vér szerinti anyja, Vanessa Redgrave alakítja-

### Első évad
Julia élete katasztrofálisan fest: elégedetlen a házasságával, plátói viszonyban van férje legjobb barátjával, Christiannel, akivel egyéjszakás kalandja volt az egyetemen; ráadásul fia, Matt születése miatt sosem fejezte be az egyetemet, így nem tudta megvalósítani álmait. Újra teherbe esik Seantól, de elvetél. Ezután dönt úgy, hogy újrakezdi az egyetemet. Itteni ismerőse, Jude, egy fiatal srác, segít neki a beilleszkedésben, ám hamarosan kiderül róla, hogy valójában egy férfiprostituált. Mivel kételyei támadnak Matt származásával kapcsolatban, elvégeztet egy apasági tesztet, melynek eredményét titokban tartja.

### Második évad
Julia anyja, Erica, Miamiba érkezik, és jelenléte stresszeli Juliát. Folyamatosan bírálja őt, és szidja, amiért nem valósította meg álmait. Kapcsolatuk még hidegebb lesz, mikor kiderül, hogy Erica lefeküdt Christiannel. Ráadásul észreveszi, hogy csak akkor van orgazmusa, ha szex közben Christianre gondol. Amikor Christian elveszíti a Wilberrel szembeni apasági pert, Julia felfed előtte egy titkot: Matt az ő fia. Ezt hamarosan Sean is megtudja, és dühében elzavarja őt otthonról. Julia ezután egy motelben él, és teljesen elhagyja magát. Egy alkalommal kábult állapotban átesik egy üvegajtón, és meg kell műteni. Altatásban azt álmodja, hogy mi lett volna, ha Christianhez megy feleségül, és rá kellett jönnie, hogy élete elsősorban rajta múlik, a hiba az, hogy örökösen elégedetlen. Ezután, habár nem állt helyre kapcsolatuk, Sean és Julia között jobb lett a viszony. Egy alkalommal Sean megmentette egy balul sikerült vakrandiról, másszor pedig összefogtak, hogy eltávolítsák Avát Matt közeléből.

### Harmadik évad
Sean és Julia hivatalosan is elválnak. Ezután összefognak Gina Russoval, és létrehozzák a De La Mer nevű luxusszállót, műtétek után lábadozó betegeknek. A McNamara/Troy-tól bevonják az üzletbe Lizt is, és hárman egy titkos alapanyagú krémet dobnak piacra, amelyet Joan Rivers is támogat. Nem sokkal később Julia viszonyba keveredik Christian és Sean új kollégájával, Quentin Costával. Nem sokkal később át is jön hozzájuk dolgozni, de miután a biszexuális Quentint rajtakapja egy páciensükkel, elbocsátja. Ezután anyjával is rettenetesen összeveszik, majd szörnyülködve hallja meg a hírt, hogy a repülőgép, mellyel anyja jött, lezuhant. Bár eleinte azt hitte, Erica meghalt, később kiderült, hogy pont a veszekedés miatt elhalasztotta a repülőutat. Hamarosan újabb meglepetés éri: terhes lett, méghozzá Seantól, akivel még korábban volt együtt. Egy szörnyű rémálom hatására elmegy az orvoshoz, hogy kivizsgáltassa: nincs-e a gyereknek veleszületett rendellenessége.

### Negyedik évad
Julia és Sean legifjabb közös gyerekéről kiderül, hogy ektrodaktíliában szenved, az ujjak részleges vagy teljes hiányának betegségében. Ez a tény újra összehozza őket, de alaposan összevesznek azon, hogy alávessék-e plasztikai műtétnek a gyereket. Ez, és sok más egyéb oda vezet, hogy viszonyt kezd Conor nevelőjével, Marlowe-val. Eleinte úgy gondolja, hogy Olaszországba költözik vele, ám hamarosan meggondolja magát, és New Yorkba megy, Annie-vel és Conorral.

### Ötödik évad
Julia Los Angelesbe érkezik, ahol a frissiben átköltözött McNamara/Troyhoz is betekint, hogy közölje: leszbikus lett, szerelme pedig Olivia Lord. Ő bátorította arra is, hogy még egyszer utoljára legyen együtt Christiannel, hogy elűzze a kísértést. De miután Annie összebarátkozik Olivia lányával, Edennel, úgy dönt, hogy végleg itt marad. Sean és Julia között összetűzés támad amiatt, hogy Eden befolyása túlságosan megnő Annie felett, és ez rossz dolgokra kényszeríti. Eleinte Julia nem ad neki igazat, de rá kell jönnie, hogy Eden milyen valójában. Ennek hatására, hogy eltegye láb alól, Eden higannyal mérgezett süteménnyel kínálja Juliát. Mérgezése alatt sok dologra rájön: hogy Christianhez fűződő viszonya sosem lehet realitás. Miután ebből kilábal, Eden fejbelövi Juliát a pisztolyával. Bár sérülése nem súlyos, de emiatt retrográd amnéziában kezd szenvedni, és Sean elhiteti vele, hogy házasok, és családjuk sosem volt még boldogabb. Négy hónappal később Julia visszanyeri a tudatát és rájön a turpisságra, ugyanakkor a lövés körülményeire egyáltalán nem emlékszik. Miután Olivia meghal a műtőasztalon egy műtét során, Eden azt hazudja neki, hogy bedrogozott állapotban a nő volt az, aki rálőtt. Elhiszi a mesét, és továbbra is New Yorkban él.

### Hatodik évad
Julia visszatér Los Angelesbe, amikor megtudja, hogy Matt pantomimesnek öltözve rablásokat követett el. Az esetet követően Erica is a városba érkezik, hogy gondozásba vegye a gyerekeket, amit Julia úgy akadályoz meg, hogy mintegy leszámolva az anyjával, kokaint rejt a táskájába, hogy letartóztassák. Bár Seannal megpróbálkoznak valamivel, végül mégse jönnek össze, és visszaköltözik New Yorkba. Legközelebb már csak Matt esküvőjén bukkan fel, amikor elmondja, hogy összeállt egy Edmond nevű brit férfival, és ezért a gyerekekkel együtt Londonba költözik. Bár Sean és Christian is megpróbálják erről lebeszélni, ő mégis hajthatatlan marad.

### A karakter háttérbe szorulása
Annak ellenére, hogy Julia a sorozat egyik főszereplője, a későbbi évadokban szerepe másodlagossá válik. Ennek az oka az őt alakító Joely Richardson szerződése. 2006-ban, a negyedik évad közepén ugyanis bejelentette, hogy elhagyja a sorozatot határozatlan időre, mert betegeskedő lányát kell ápolnia. Ryan Murphy ezzel egyetértett, és a karaktert ideiglenesen kiírták, és aztán csak az ötödik évad közepén tért vissza, amikor lánya már jobban lett. 